# Atomic Shark
Pour plus de détails, voir Fiche technique et Distribution.
Atomic Shark est un film d'horreur américain de 2016, écrit et réalisé par Lisa Palenica. Le film a été produit par Platinum Assassin Productions.

## Synopsis
Un scientifique et ingénieur vit sur l’île de la Tortue, aux Fidji. Il travaille dans une agence gouvernementale américaine qui s’occupe des questions environnementales internationales. Il travaille sur un appareil qui envoie des fréquences électriques dans l’eau. Cela peut empêcher les requins d’atteindre les côtes fréquentées par les touristes.
Il est sur le point de terminer et de présenter le projet. Puis il rencontre le Russe Dimitri, qui prétend être un réfugié. Cependant, il s’avère bientôt être un espion travaillant pour la Russie. Il entre en possession de l’appareil et reprogramme les requins pour attaquer les côtes des États-Unis.
Lorsque le président des États-Unis apprend cela, il demande au scientifique non seulement d’aider à la recherche du terroriste russe, mais aussi de construire quelque chose qui puisse contrer l’appareil et sauver les États-Unis.

## Contexte
Le film est sorti en distribution DVD. En 2016 est également sorti le film d’horreur animal Saltwater: Atomic Shark, qui parle d’un requin radioactif qui tyrannise la côte californienne. En raison du nom similaire et du fait que les deux films parlent de requins, les films ont été partiellement confondus.

## Distribution
- Mark Justice : Rand Onard
- Sean Dillingham : Billy Bob Baggert
- Melissa Farley : Victoria Kelley
- J. Lyle : Dimitri
- Seth Gandrud : Capitaine Orval
- William Bill Connor : Monsieur le Président
- Karlie O'Hearn : Océan Anadondria
- Charlotte Lilt : Sam
- Alex Chayka : Astrid
- Jason Wiechert : Journaliste